# Robinson-vetület

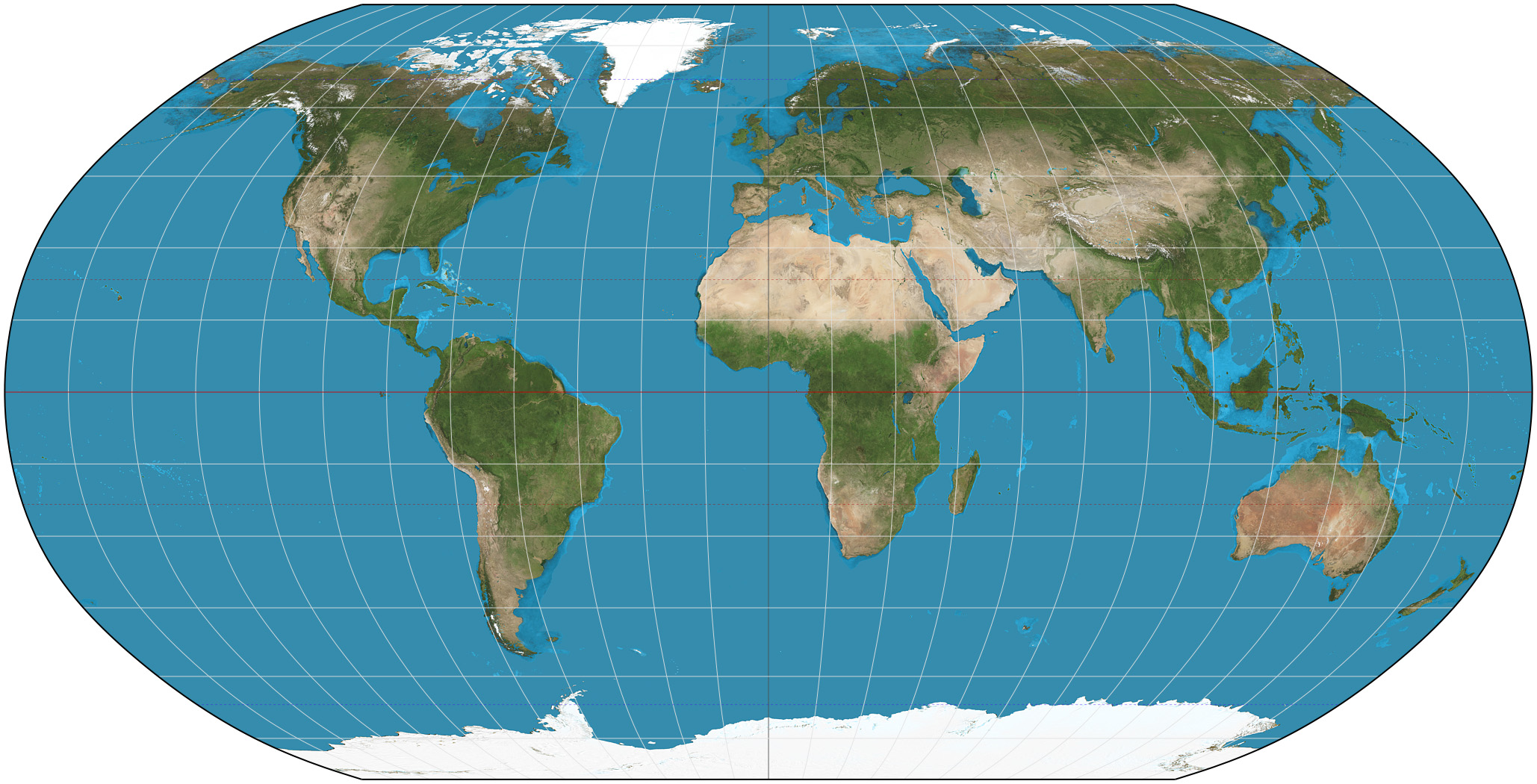
A Föld ábrázolása Robinson-vetületben

A Robinson-vetület torzításának Tissot-féle szemléltetése (a színes korongok szabályos körök)

A Robinson-vetület egy pszeudo-hengeres térképábrázolási módszer, amivel a gömb alakú Föld egyetlen felületen, síkban ábrázolható. A torzítások mértékében (terület, szög, alak) egyfajta kompromisszumot jelent más vetületekkel szemben.
A vetületet Arthur H. Robinson hozta létre 1963-ban a Rand McNally társaság kérésére, akik azóta az így készült világtérképeket általános célra forgalmazták. Robinson a vetület előállításának részleteit 1974-ben publikálta. A National Geographic Society (NGS) 1988-ban kezdte használni a vetületet az általa készített világtérképeken, amiken 1922 és 1988 között a Van der Grinten I vetületet alkalmazták (az NGS az emblémáján is ez utóbbit jelenítette meg).
1998-ban a National Geographic Society abbahagyta a Robinson-vetület alkalmazását, és a „Winkel tripel projekciót (Winkel III)” kezdte használni, mert az a sarkoknál kevésbé torzít.

## Előnyök, hátrányok
A Robinson-vetület sem nem egyenlő területű, sem nem konform leképezésű, mindkettőnél kompromisszumot köt. Robinson úgy gondolta, hogy ezzel a módszerrel a térkép jobban néz ki, mint ha valamelyik kritériumhoz mereven ragaszkodott volna. A délkörök ívesek, a sarkok azonban vonalakká torzulnak pontok helyett. A sarkoknál tehát jelentős a torzítás, de kisebb szélességi köröknél ez gyorsan elfogadható mértékűre csökken. A párhuzamos vonalak komoly szögtorzulást szenvednek nagy szélességeknél, a térkép szélei felé, de ez mindegyik pszeudo-hengeres vetület sajátossága. A bevezetése idején azonban a vetület megfelelt a Rand McNally céljainak, ami a világtérkép tetszetős ábrázolása volt.

## Előállítása
A vetületet az alábbi táblázat határozza meg.
| Szélesség | PLEN   | PDFE   |
| --------- | ------ | ------ |
| 00        | 1,0000 | 0,0000 |
| 05        | 0,9986 | 0,0620 |
| 10        | 0,9954 | 0,1240 |
| 15        | 0,9900 | 0,1860 |
| 20        | 0,9822 | 0,2480 |
| 25        | 0,9730 | 0,3100 |
| 30        | 0,9600 | 0,3720 |
| 35        | 0,9427 | 0,4340 |
| 40        | 0,9216 | 0,4958 |
| 45        | 0,8962 | 0,5571 |
| 50        | 0,8679 | 0,6176 |
| 55        | 0,8350 | 0,6769 |
| 60        | 0,7986 | 0,7346 |
| 65        | 0,7597 | 0,7903 |
| 70        | 0,7186 | 0,8435 |
| 75        | 0,6732 | 0,8936 |
| 80        | 0,6213 | 0,9394 |
| 85        | 0,5722 | 0,9761 |
| 90        | 0,5322 | 1,0000 |

A táblázat a földrajzi szélesség értékei szerint van megadva. A PLEN oszlop a szélességi kör hossza, a  PDFE oszlop a szélességi kör távolságát adja meg az egyenlítőtől. A hosszúsági körök egyenlő távolságra vannak egymástól minden szélességi körön.

## Fordítás
- Ez a szócikk részben vagy egészben  a   Robinson projection című angol Wikipédia-szócikk fordításán alapul.  Az eredeti cikk szerkesztőit annak laptörténete sorolja fel. Ez a jelzés csupán a megfogalmazás eredetét és a szerzői jogokat jelzi, nem szolgál a cikkben szereplő információk forrásmegjelöléseként.